# Maranthes polyandra
Maranthes polyandra là một loài thực vật có hoa trong họ Cám. Loài này được (Benth.) Prance mô tả khoa học đầu tiên năm 1966.